# 924 Toni
Toni (asteroide 924) é um asteroide da cintura principal com um diâmetro de 85,49 quilómetros, a 2,4679257 UA. Possui uma excentricidade de 0,1591713 e um período orbital de 1 836,67 dias (5,03 anos).
Toni tem uma velocidade orbital média de 17,38523057 km/s e uma inclinação de 8,9942º.
Esse asteroide foi descoberto em 20 de Outubro de 1919 por Karl Reinmuth.